# گرگوری بریت
گرگوری بریت (روسی: Григорий Альфредович Брейт-Шнайдер؛ زاده ۱۴ ژوئیهٔ ۱۸۹۹ درگذشته ۱۱ سپتامبر ۱۹۸۱) یک فیزیک‌دان اهل ایالات متحده آمریکا بود.